# Třída Bellone
Třída Bellone byla třída ponorek francouzského námořnictva. Celkem byly postaveny tři jednotky této třídy. Francouzské námořnictvo je provozovalo v letech 1916–1935.

## Pozadí vzniku
Celkem byly postaveny tři jednotky této třídy. Jejich stavba byla odsouhlasena v programu pro rok 1912. Vyvinuty pod vedením M. Huttera na základě ponorek třídy Clorinde. Do jejich stavby se zapojily loděnice Arsenal de Rochefort v Rochefortu a Arsenal de Toulon v Toulonu. Do služby byly přijaty v letech 1916–1917.
Jednotky třídy Bellone:
| Jméno           | Loděnice             | Založení kýlu | Spuštěn           | Vstup do služby | Osud           |
| --------------- | -------------------- | ------------- | ----------------- | --------------- | -------------- |
| Bellone (Q102)  | Arsenal de Rochefort | 1912          | 8. července 1914  | říjen 1916      | Vyřazena 1935. |
| Hermione (Q103) | Arsenal de Toulon    | 1912          | 15. března 1917   | prosinec 1917   | Vyřazena 1935. |
| Gorgone (Q104)  | Arsenal de Toulon    | 1912          | 23. prosince 1915 | červenec 1916   | Vyřazena 1935. |

## Konstrukce
Ponorky měly dvouplášťový trup. Nesly jeden 75mm/35 kanón M1897 a osm 450mm torpédometů. Pohonný systém tvořily dva diesely Sabathé (Gorgone měla diesely Sulzer) o výkonu 1640 hp pro plavbu na hladině a dva elektromotory o výkonu 800 hp pro plavbu pod hladinou. Lodní šrouby byly dva. Nejvyšší rychlost dosahovala 14,7 uzlů na hladině a 9,5 uzlu pod hladinou. Dosah byl 2300 námořních mil při rychlosti 10 uzlů na hladině a 100 námořních mil při rychlosti pět uzlů pod hladinou.

### Modernizace
Ve dvacátých letech byl na všech ponorkách této třídy instalován nový periskop a zároveň došlo ke zkrácení doby ponoru.